# Bad Bevensen
Bad Bevensen is een gemeente in de Duitse deelstaat Nedersaksen. De gemeente maakt deel uit van de Samtgemeinde Bevensen-Ebstorf in het Landkreis Uelzen. Het overkoepelend bestuur van deze Samtgemeinde is ook te Bad Bevensen gevestigd. De gemeente Bad Bevensen telt 9.237 inwoners.

## Samenstelling van de gemeente
De gemeente bestaat uit het stadje Bad Bevensen, dat een kuuroord is, alsmede de 9 dorpen en gehuchten:
- Gollern  (O: ten oosten van Bad Bevensen-stad)
- Groß Hesebeck (OZO)
- Jastorf (waar de Jastorfcultuur uit de Vroege IJzertijd naar genoemd is, en dat 6 km ten zuiden van Bad Bevensen zelf ligt)
- Klein Bünstorf (Z)
- Klein Hesebeck (ZO)
- Medingen (1 à 2 km NW)
- Röbbel (O)
- Sasendorf (W)
- Seedorf (W).

## Infrastructuur

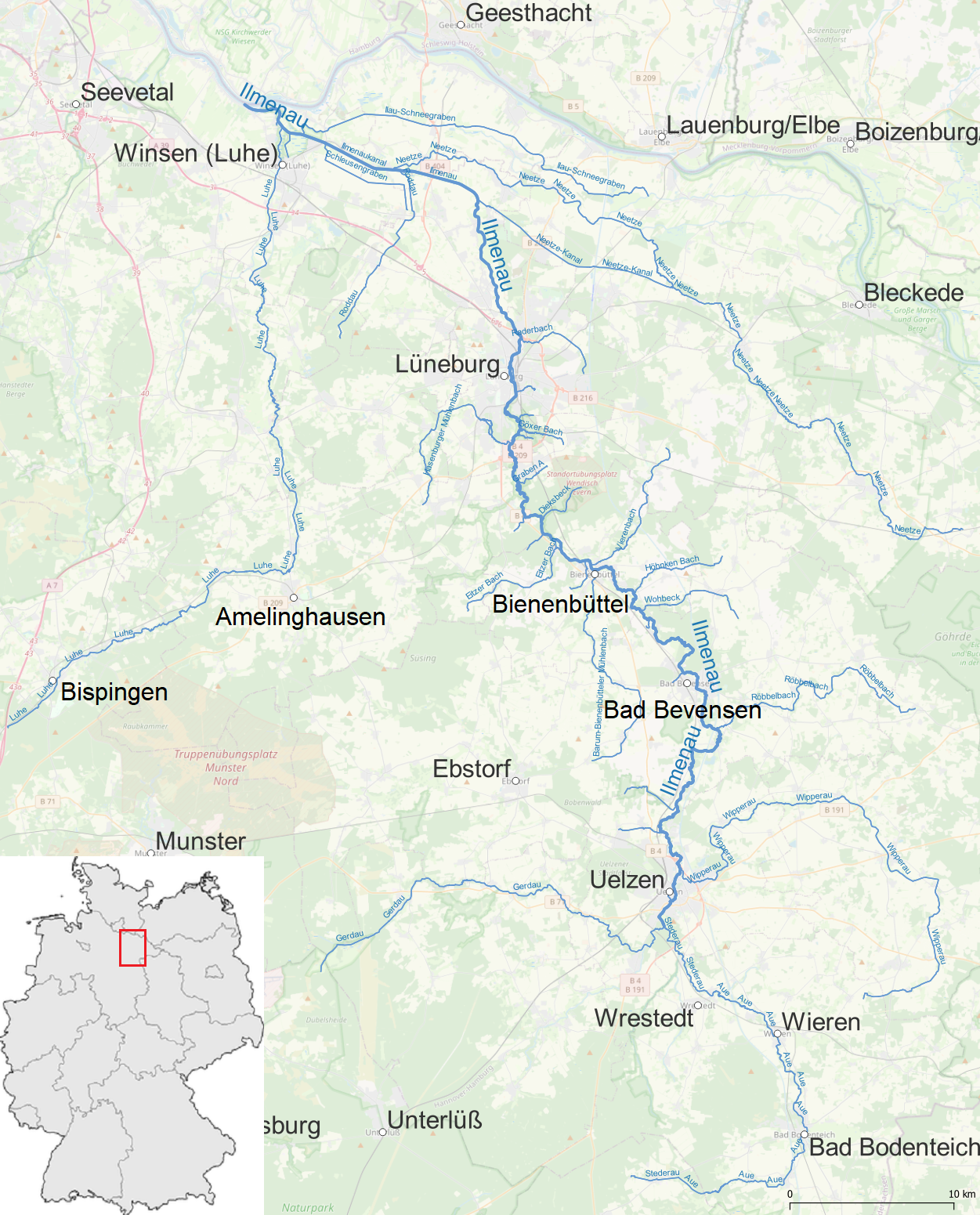
Kaart van het stroomgebied van het riviertje de Ilmenau
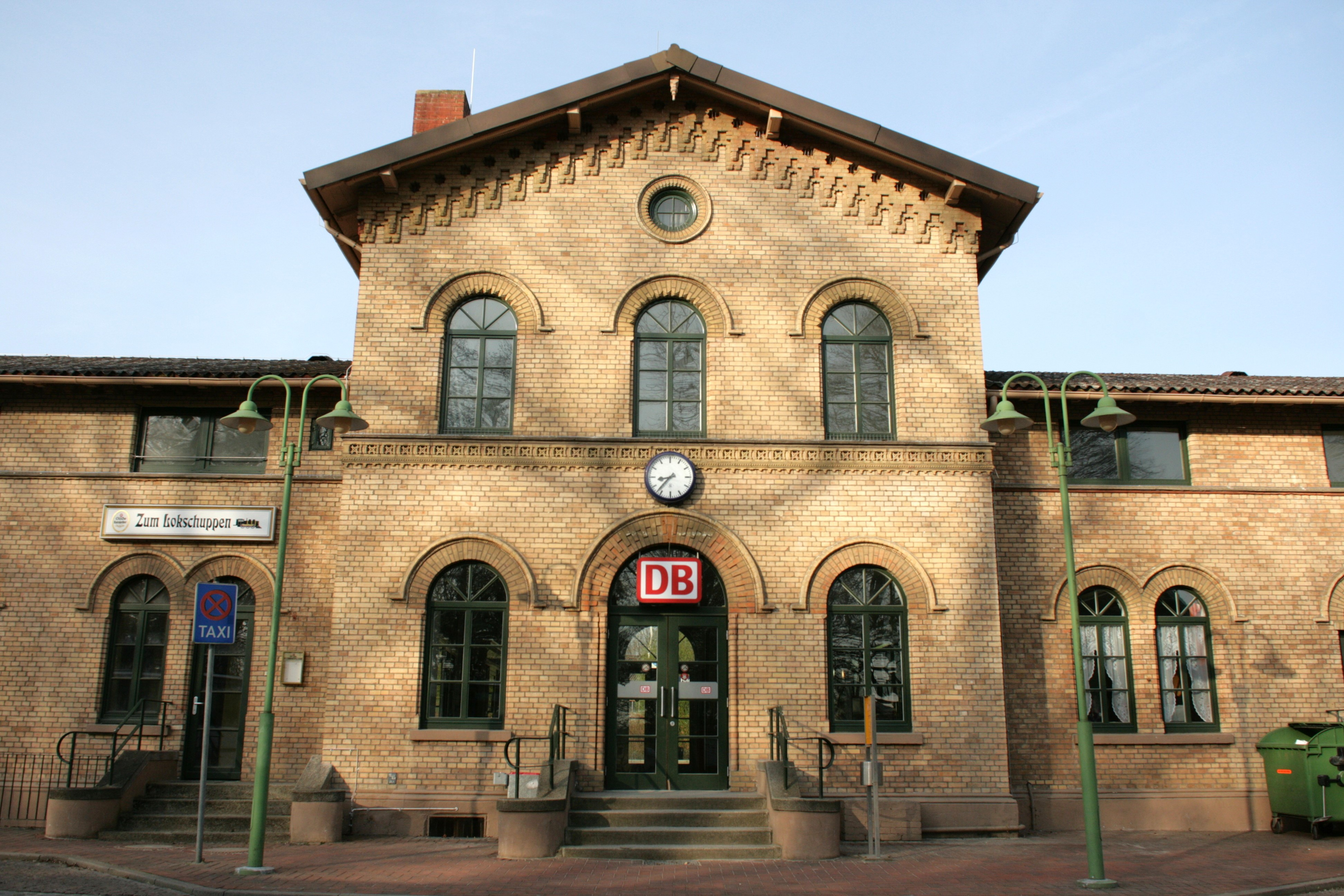
Station
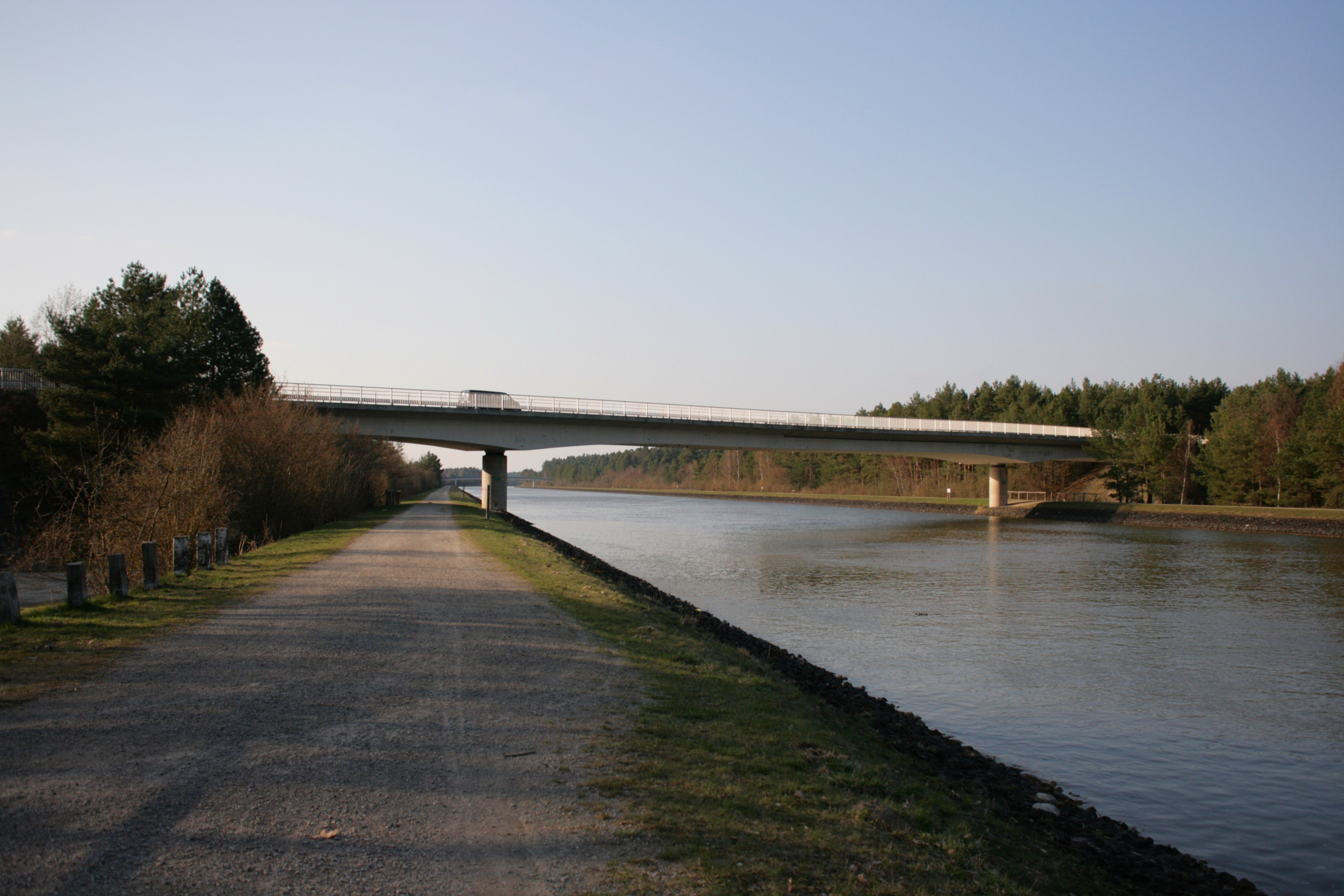
Brug over het Elbe-Seitenkanal ten noorden van Bad Bevensen

De belangrijkste verkeersweg in de gemeente is de Bundesstraße 4, die in noord<>zuid-richting loopt. Drie kilometer ten westen van Bad Bevensen komt een lokaal weggetje op deze B4 uit. Autosnelwegen ontbreken in de streek, waar Bad Bevensen toe behoort.
Bad Bevensen heeft, 13 km ten noorden van Station Uelzen en 20 km ten zuiden van Station Lüneburg, een klein station aan de spoorlijn Lehrte - Cuxhaven. 
Direct ten oosten van Bad Bevensen loopt het Elbe-Seitenkanal. Bad Bevensen heeft geen binnenhaven aan deze waterweg, alleen een laad- en loskade voor zand. Door Bad Bevensen loopt het riviertje de Ilmenau, dat alleen voor kano's en kleine roeibootjes bevaarbaar is. 

## Geschiedenis

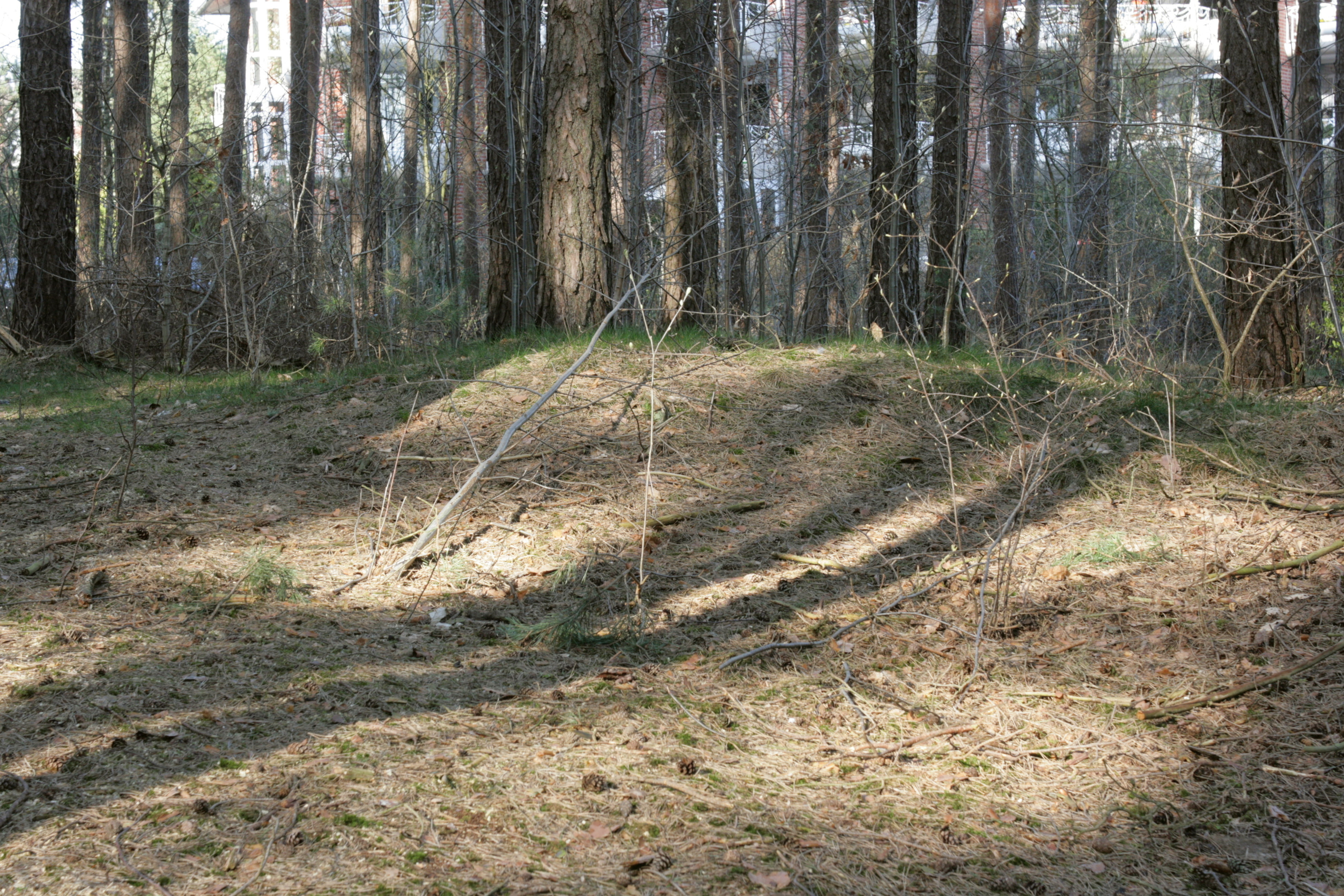
Zgn. bochelgraven
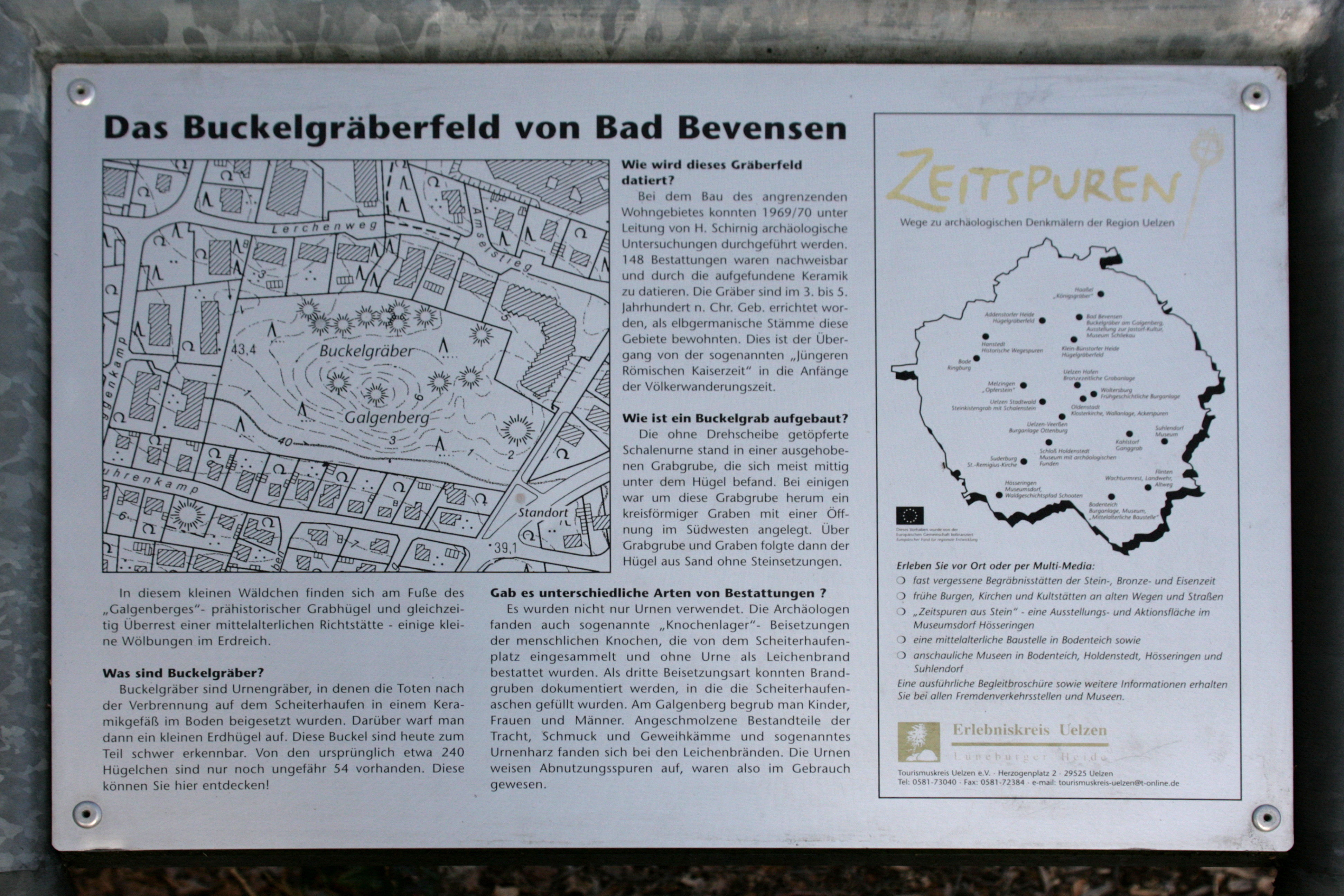
Informatiepaneel bij het Buckelgräberfeld te Bad Bevensen
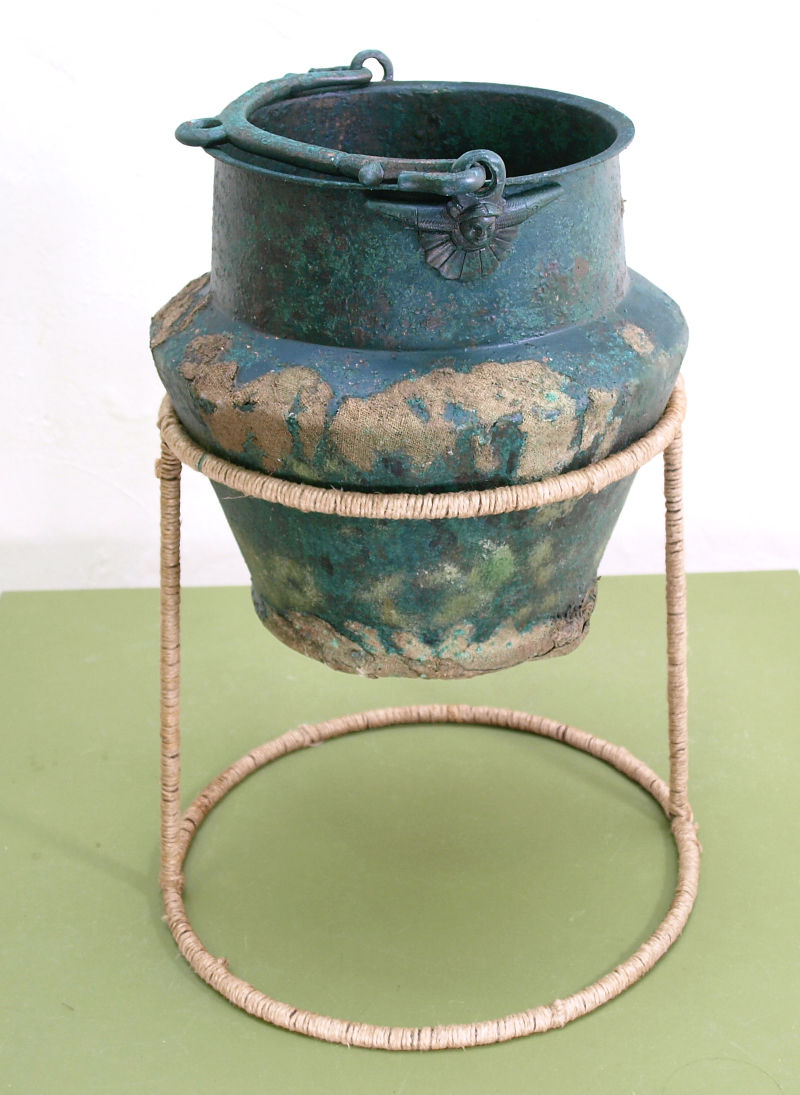
Bronzen emmer van Sasendorf
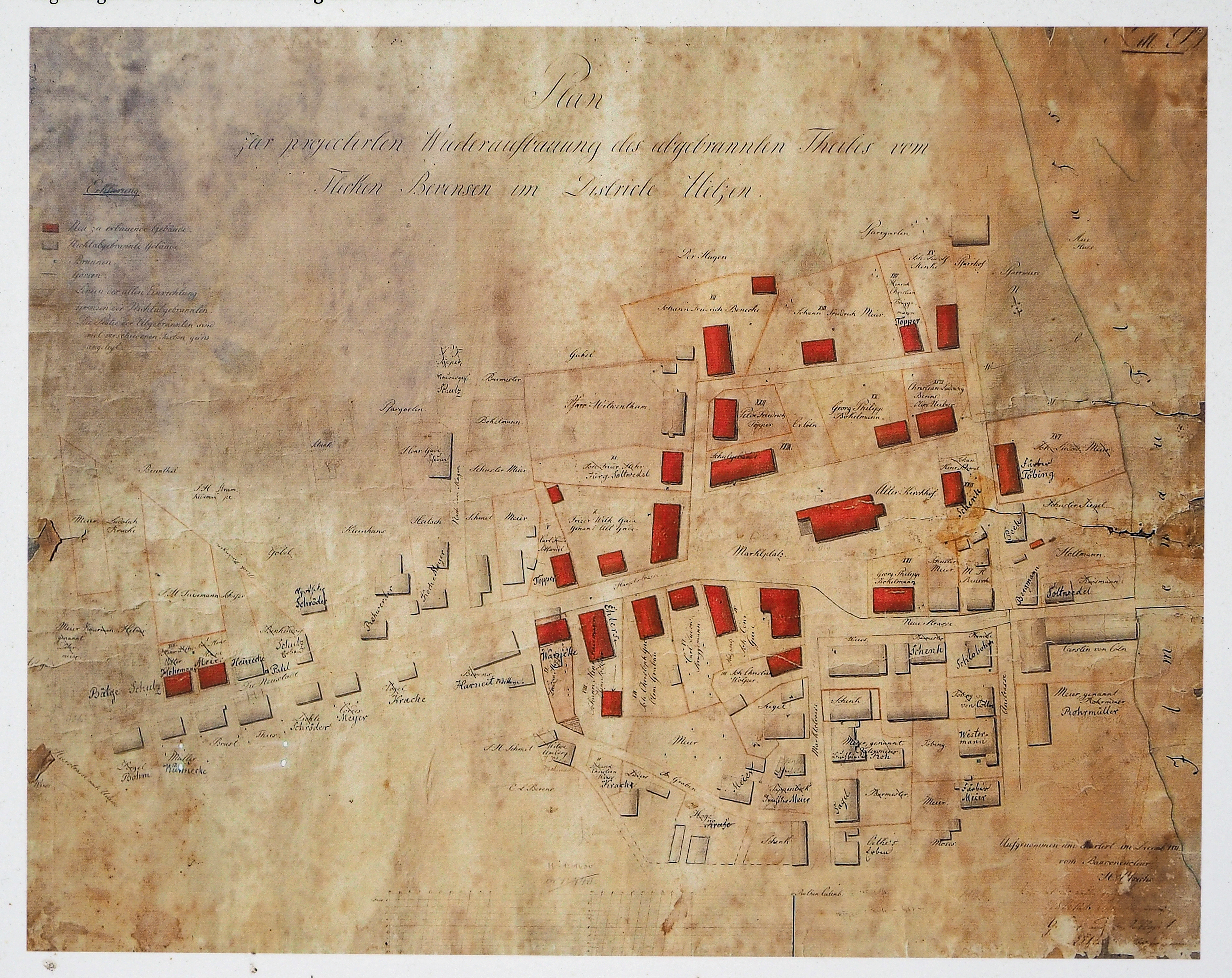
Kaart herbouwplan Bevensen na de brand van 1811

In Bad Bevensen zijn zogenaamde Buckelgräber (bochelgraven) uit de late  IJzertijd ontdekt op een grafveld, dat gedateerd wordt in de 3e tot 5e eeuw van de jaartelling. Mogelijkerwijze waren deze graven van een volk, dat tot de Germanen behoorde en reeds ijzeroer gebruikte. Dit type grafvelden komt slechts in een beperkt gebied in het huidige Noord-Duitsland voor. De doden werden verbrand op een brandstapel, en de stoffelijke resten werden vaak, maar niet altijd, in een urn of soortgelijk vaatwerk gedaan. Daarna werden de resten in een kuil geplaatst, waaroverheen een bochelvormig grafheuveltje werd opgeworpen. Een soortgelijk grafveld is gevonden in Boltersen, een dorpje onder Rullstorf, ten westen van Bleckede. 
Archeologische vondsten uit deze periode zijn ook bij Sasendorf gedaan, waar tussen 2003 en 2006 vermoedelijk Oud-Germaanse sporen zijn gevonden; o.a. werd de uit de eerste helft van de 2e eeuw daterende bronzen emmer van Sasendorf ontdekt, waarin de crematieresten van een circa 70 jaar oude man zijn aangetroffen, alsmede als grafgiften enige sieraden en gereedschappen.
Bevensen wordt in 763 voor het eerst in een document vermeld. In 830 stond er een houten kerkje. De plaatselijke schutterij bestaat sedert 1220.
In 1762 werd Jastorf bij Bevensen door een dorpsbrand geheel verwoest. In 1811 was er een grote brand in Bevensen zelf, waarna het dorp in een moderner stratenplan met bredere straten werd herbouwd. In 1847 verkreeg Bevensen aansluiting op het spoorwegnet.
Aan Bevensen werden stadsrechten toegekend in 1929. In 1964 werd bij een boring naar aardolie een minerale bron aangeboord, die keukenzout en jodium bleek te bevatten. Naar aanleiding daarvan werd Bevensen, dat reeds een Kneipp-kuuroord was, in 1976 een officieel erkend kuuroord (Heilbad) en mocht voortaan het predicaat Bad vóór de plaatsnaam voegen.

## Economie, onderwijs e.d.
Ten zuidwesten van Bad Bevensen ligt een bedrijventerrein, waar lokaal midden- en kleinbedrijf is gevestigd. Belangrijker voor de lokale economie is het toerisme en de gezondheidszorg, in verband met het kuurbedrijf. Tot de in de plaats gevestigde ziekenhuizen behoren een kliniek, gespecialiseerd in de behandeling van hart- en vaatziekten, alsmede een psychiatrisch ziekenhuis.

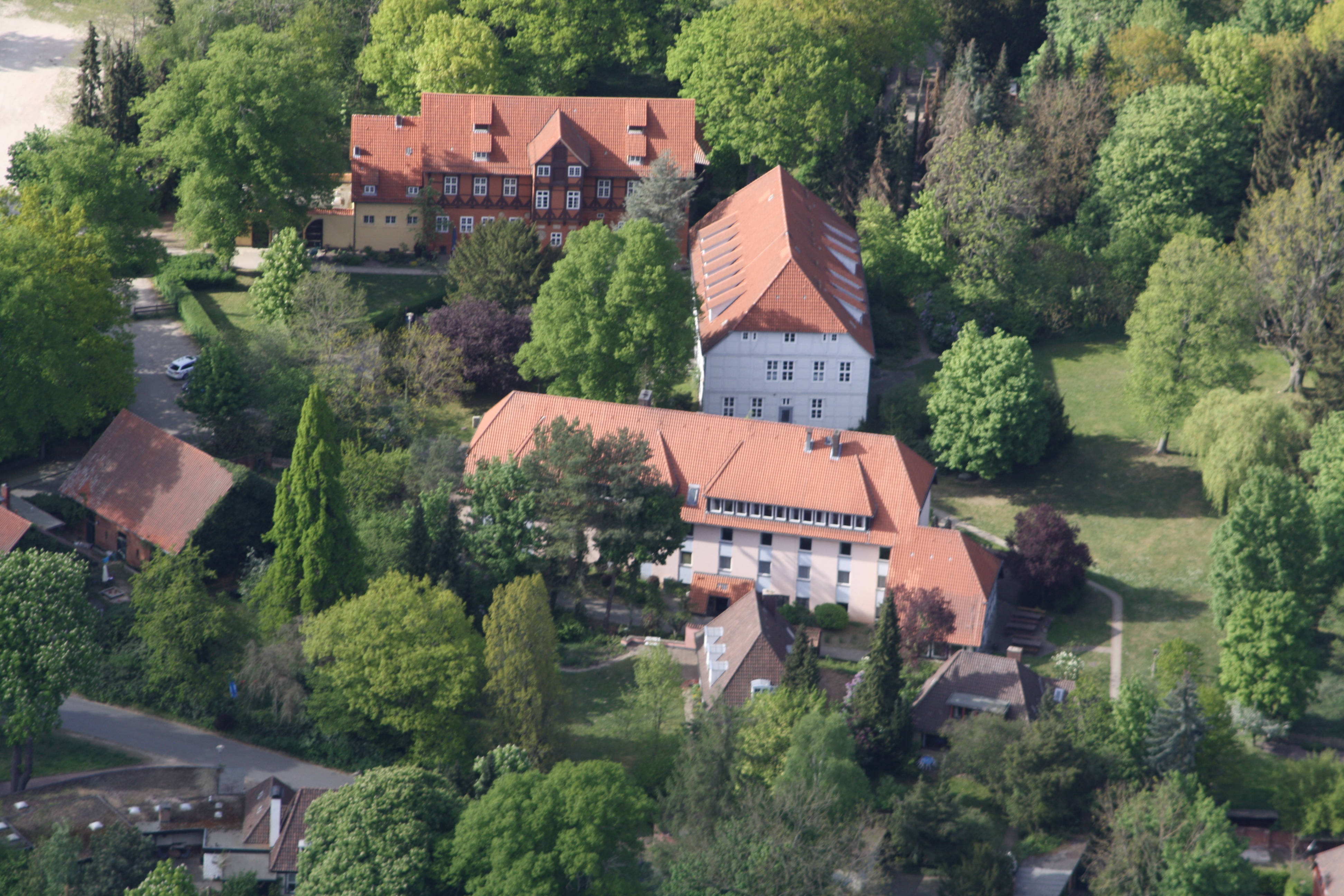
Gustav-Stresemann-Institut

Te Medingen, in een voormalig Amtsgericht, gehuisvest in een voormalig kasteel uit de 16e eeuw, is het Gustav-Stresemann-Institut gevestigd. Het is genoemd naar de Duitse politicus Gustav Stresemann. Een economiestudent, die de Holocaust had overleefd, Berthold Finkelstein,  maakte zich, mede geïnspireerd door de Belgische politicus Paul-Henri Spaak, sterk voor internationale uitwisseling en politieke opvoeding van studenten, om hun een democratische gezindheid bij te brengen. In 1975 slaagde Finkelstein erin, om in Medingen een congres- en studiecentrum tot stand te brengen, gericht op samenwerking tussen de Europese landen en hun bewoners. Finkelstein was tot aan zijn dood in 1997 directeur van dit instituut. Het Gustav-Stresemann-Institut is anno 2024 een toonaangevende instelling op het gebied van zeer uiteenlopende seminars en andere vormen van volwassenenonderwijs.
Opvallend is de school van Bad Bevensen, die genoemd is naar de schrijver Fritz Reuter. Basis- en middelbaar onderwijs zijn er in één gebouwencomplex ondergebracht. Met 2.000 leerlingen is de school één der grootste van geheel Nedersaksen.

## Kuurbedrijf, bezienswaardigheden, toerisme

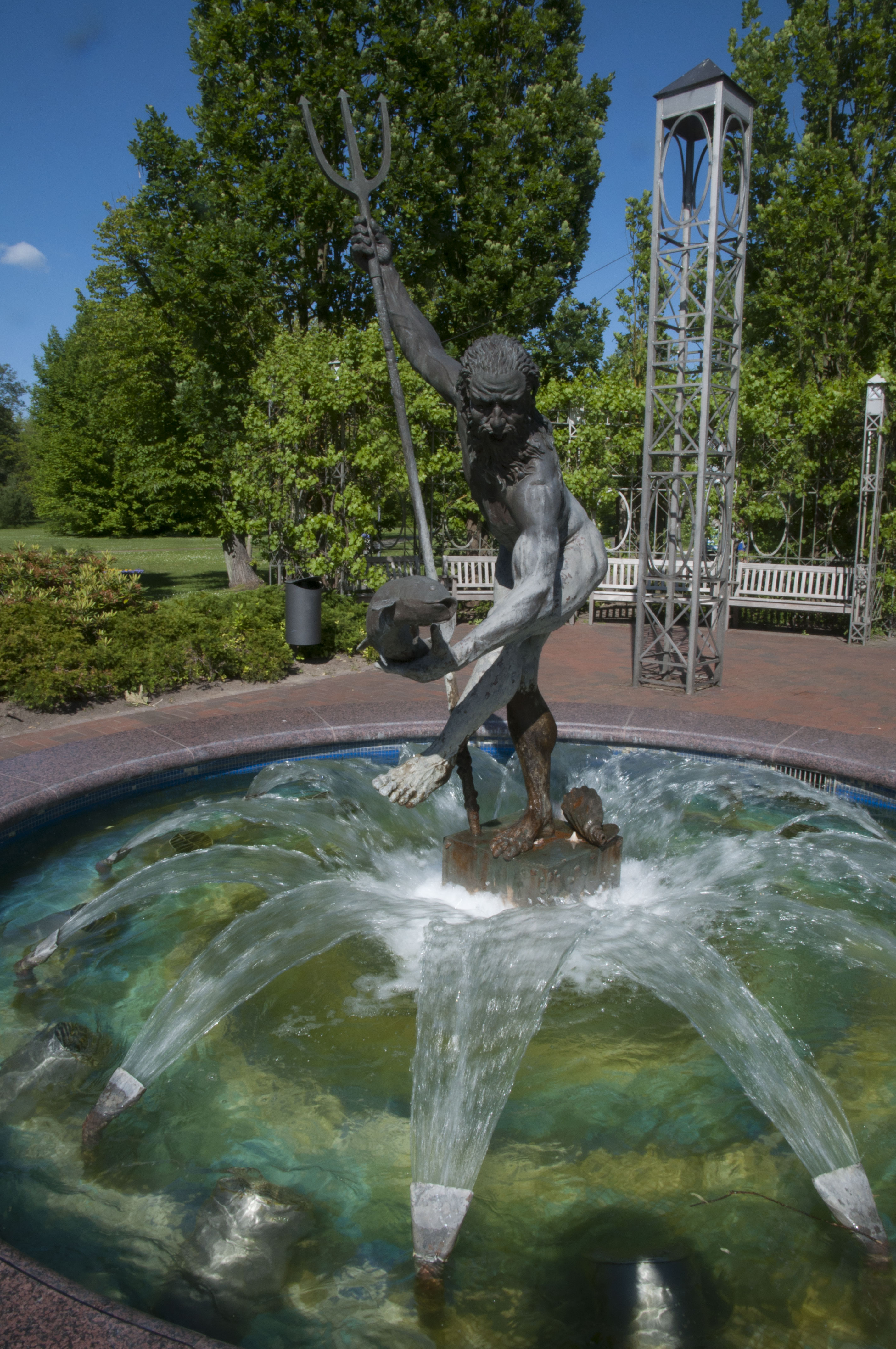
Neptunus-fontein in het kuurpark
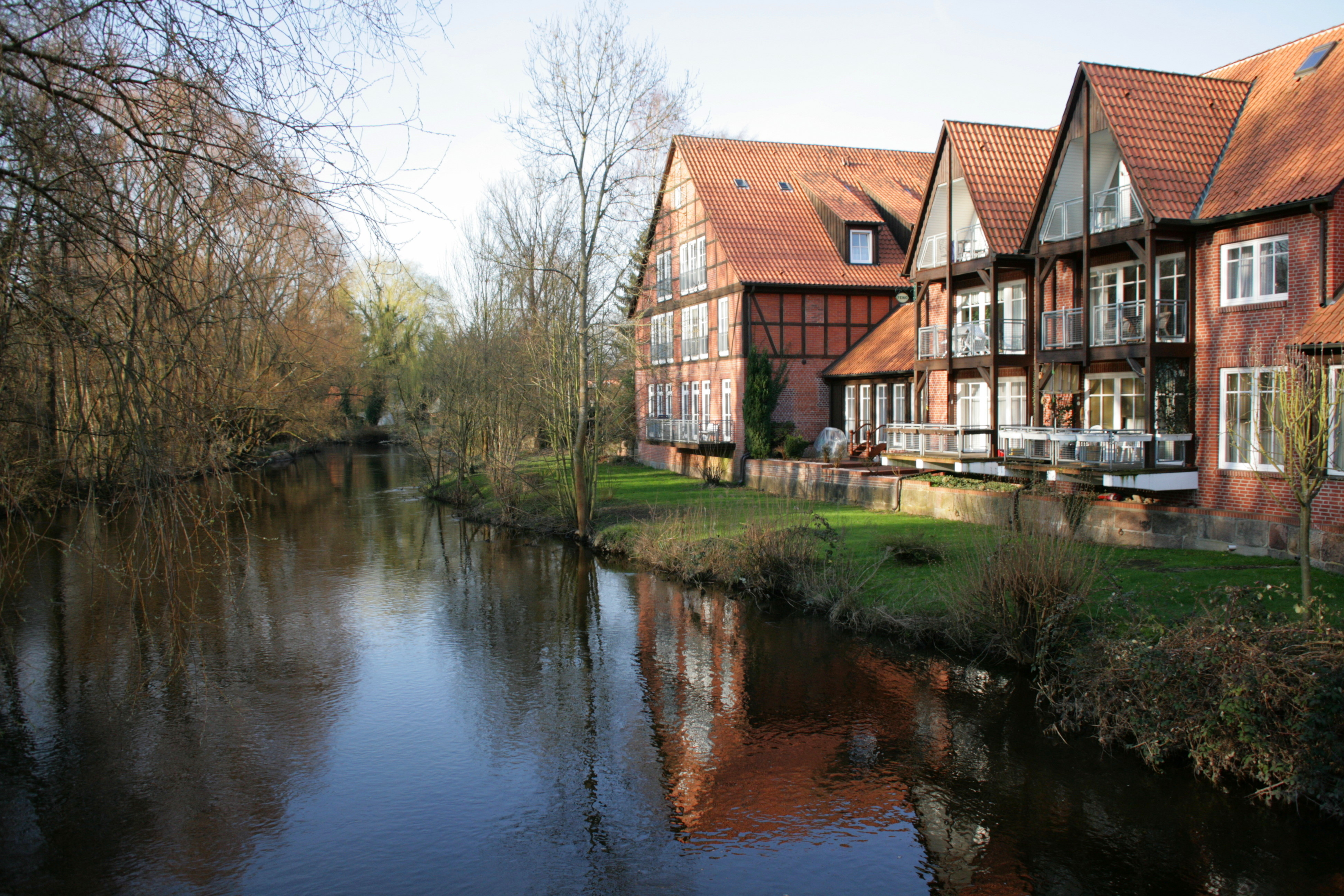
Aan de Ilmenau, die het stadscentrum en het kuurpark van elkaar scheidt
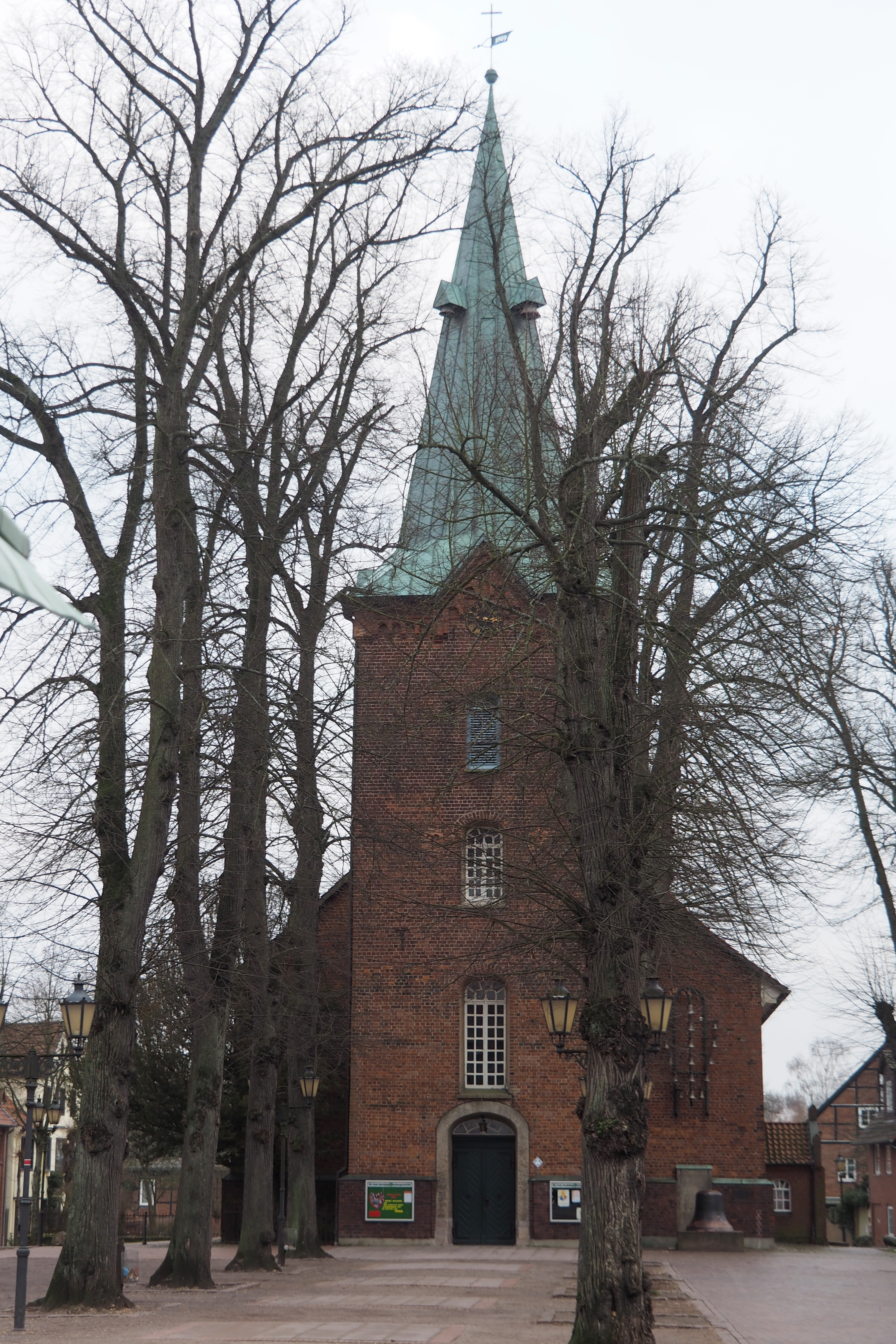
Evang.-lutherse Driekoningenkerk (1812) te Bad Bevensen
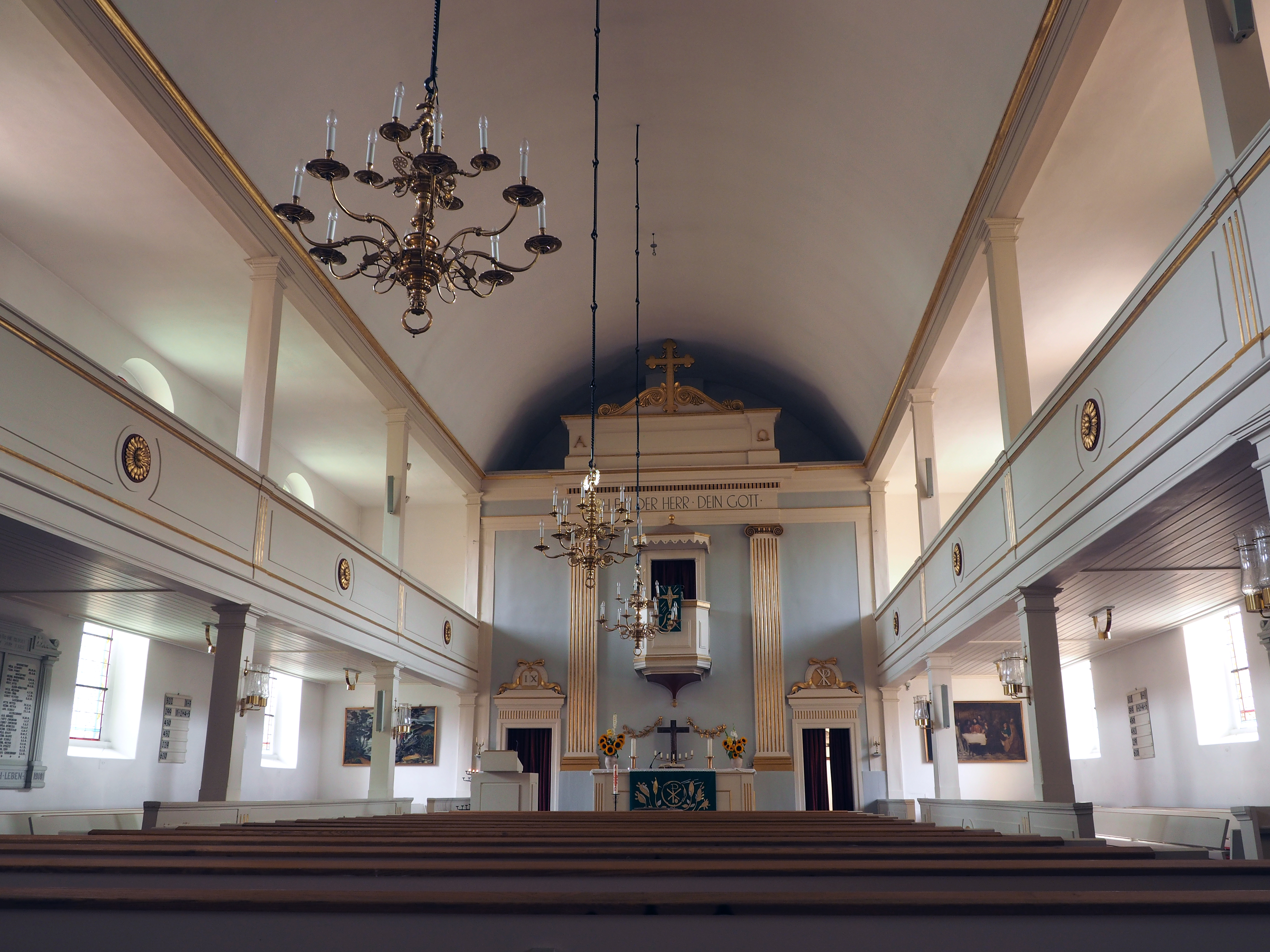
Interieur van deze kerk
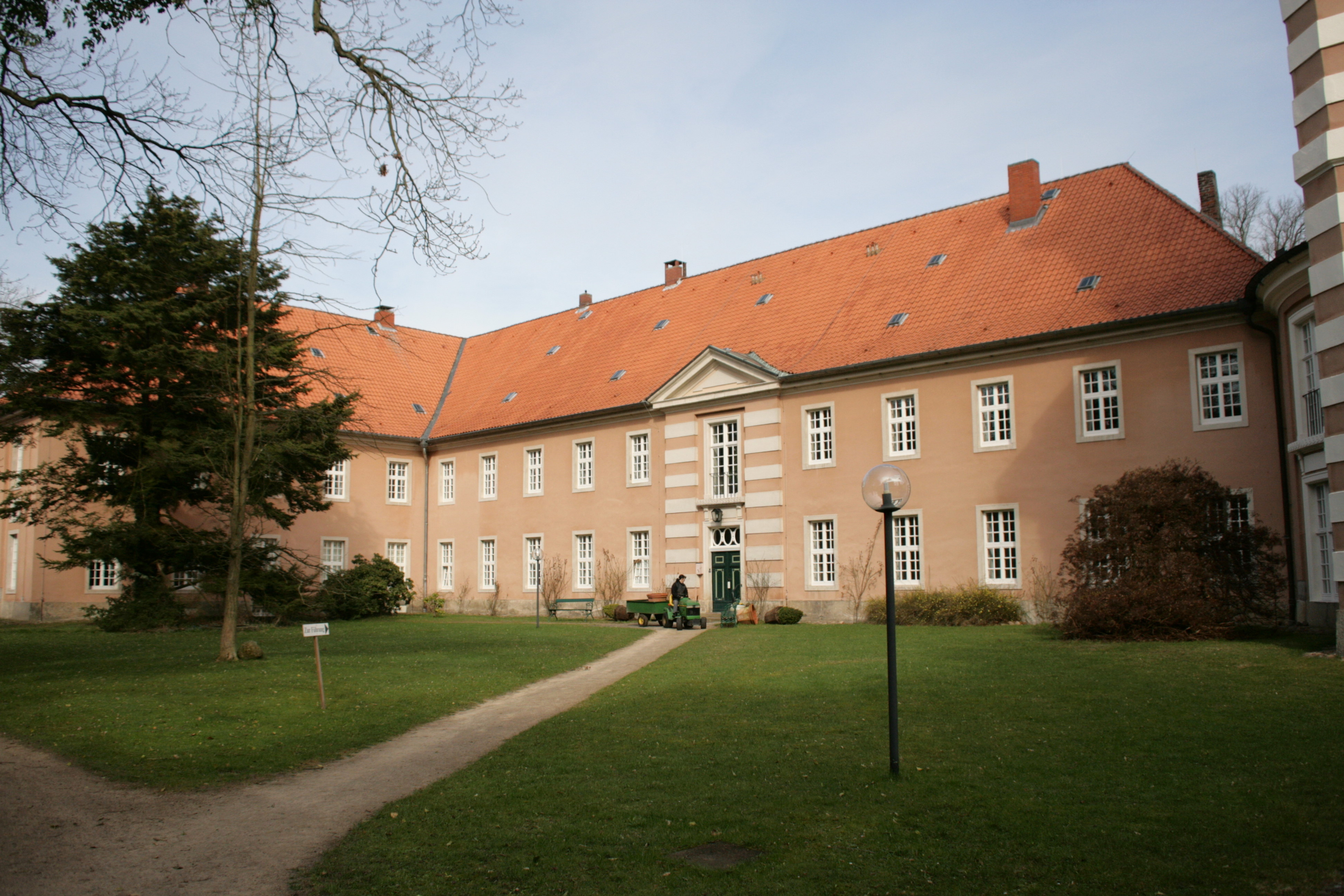
Klooster te Medingen
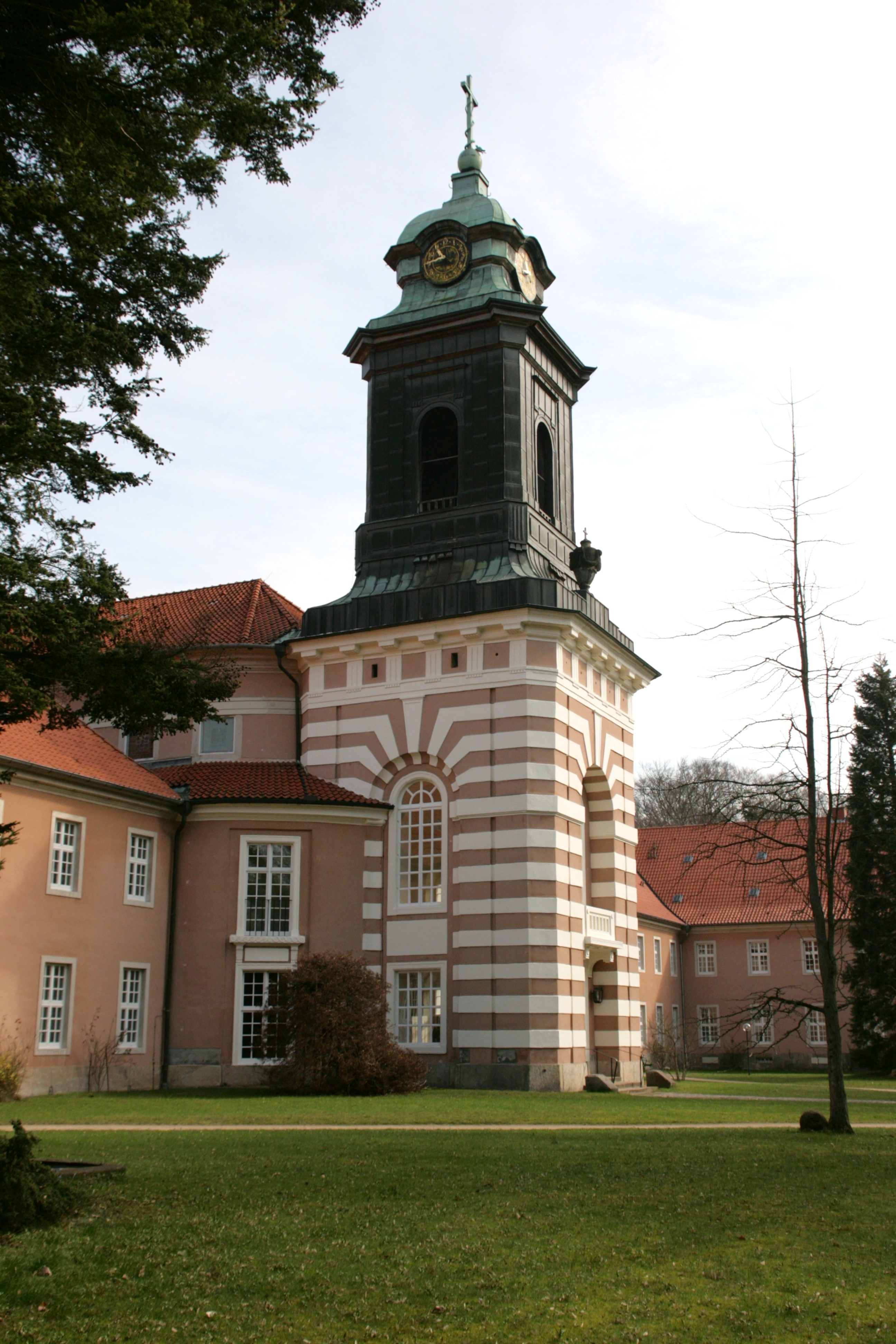
Kloosterkerk St. Mauritius, Medingen
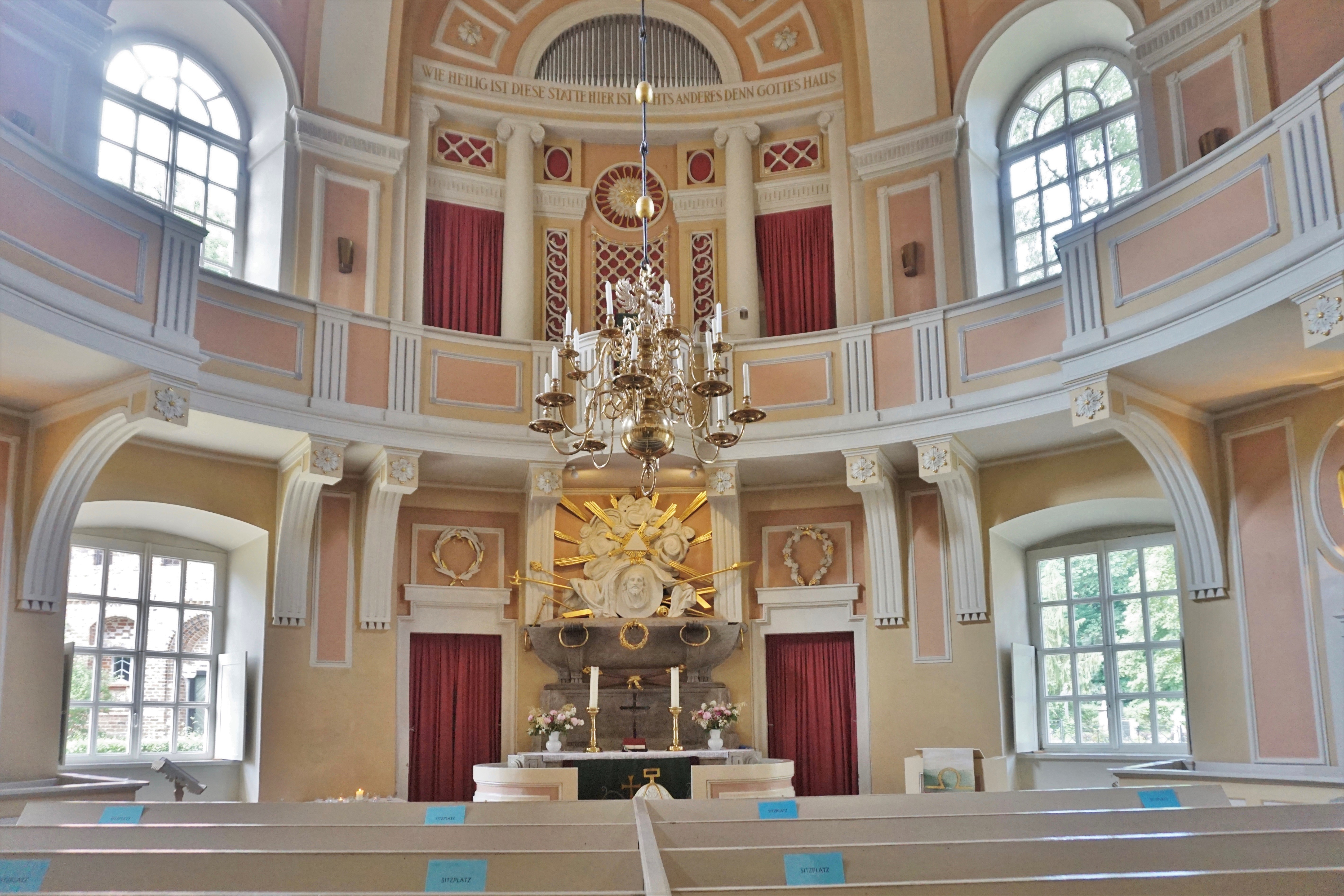
Interieur van deze kerk
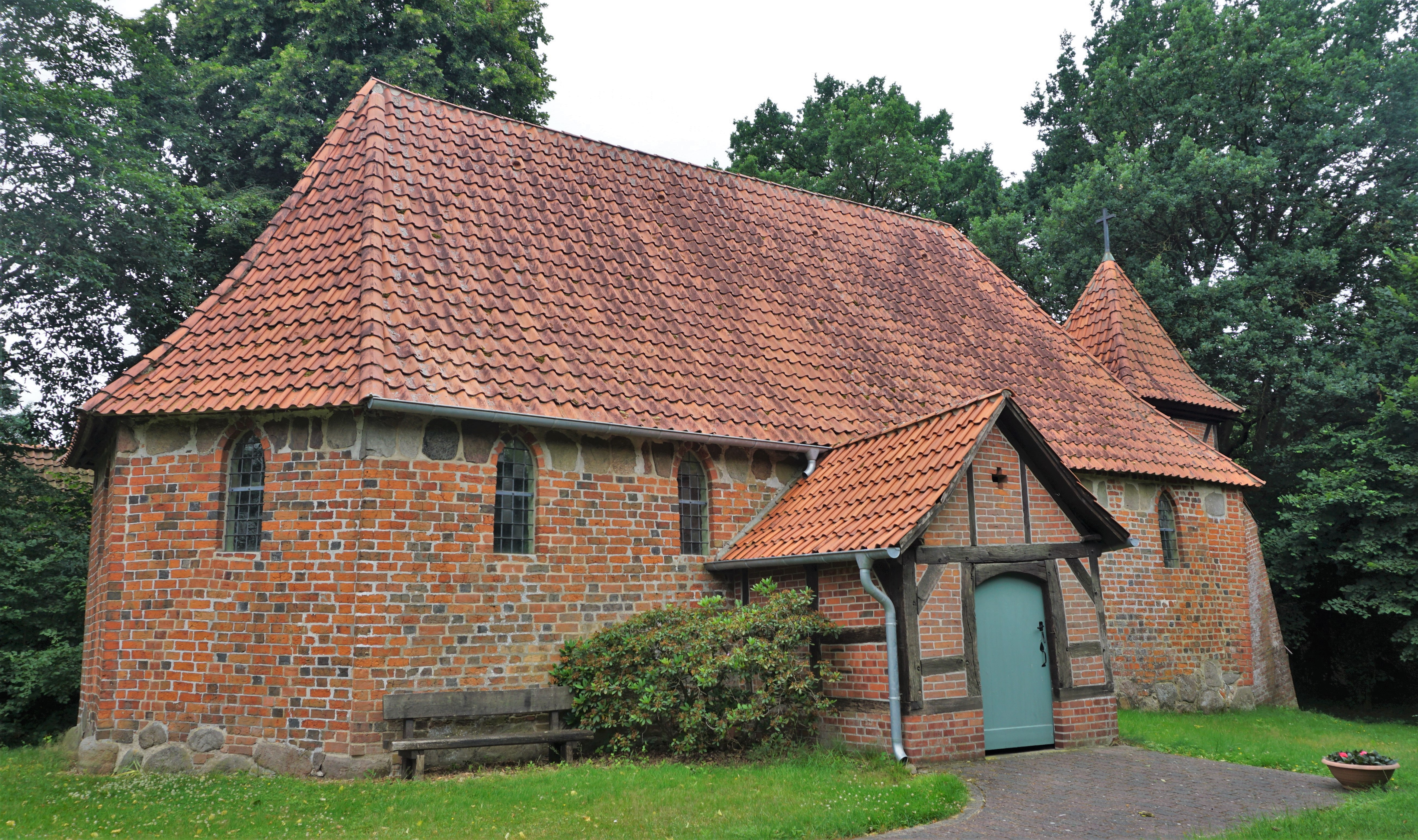
Kapel (12e of 13e eeuw) te Gollern
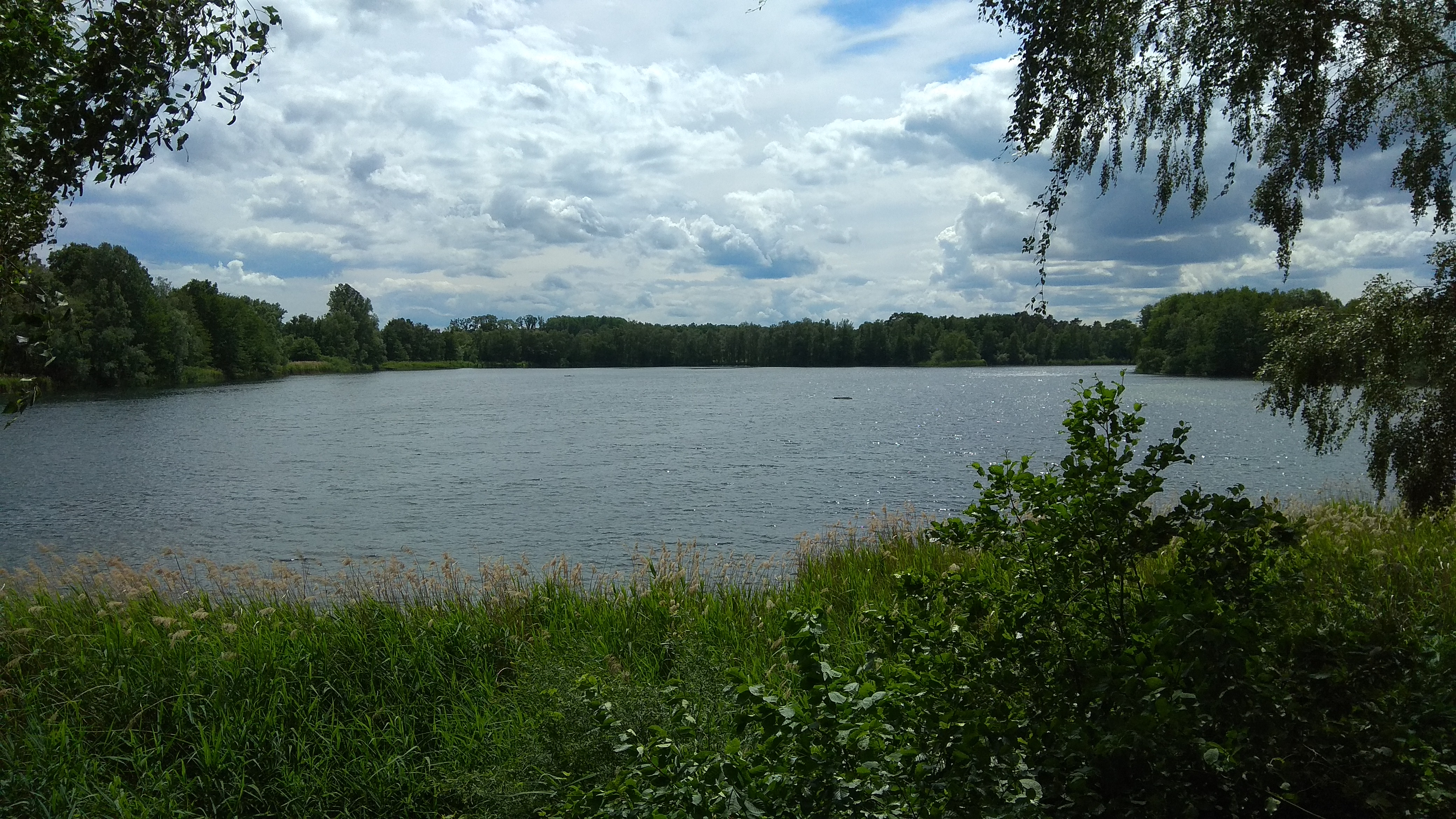
Vogelreservaat Jastorfer See
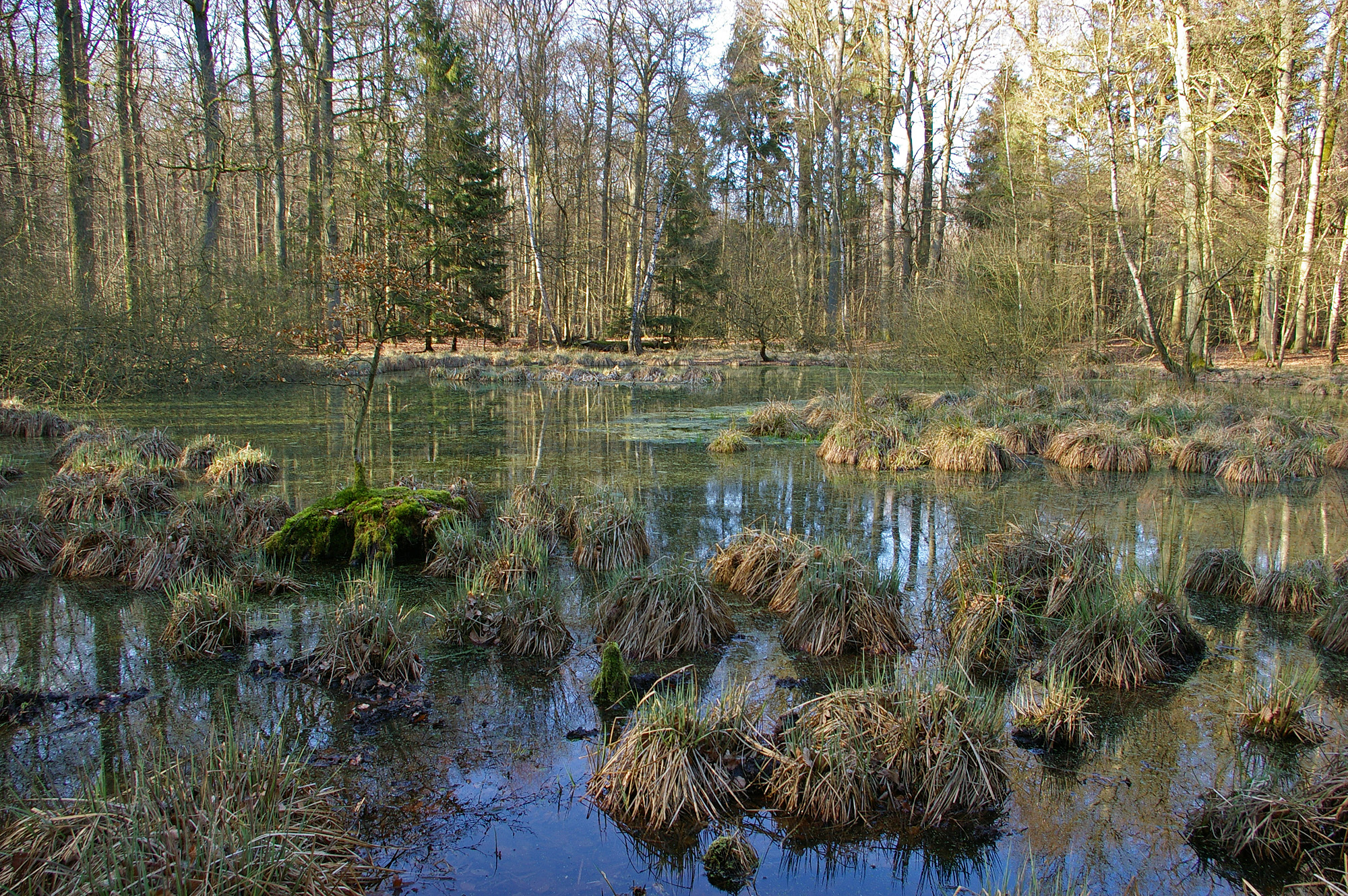
Moerasbos Der Lohn

De plaats beschikt, ten oosten van het centrum, aan de Ilmenau, over een kuurcentrum (Jod-Sole-Therme) met kuurpark met een wellness-centrum en een zwembad, voor het nemen van baden in en het inhaleren van  zout en jodium bevattend water. Ook zijn er watertrappelbassins voor Kneippkuren aanwezig. Ten oosten van het kuurcentrum staan enige ziekenhuizen, waaronder de Dianaklinik.
Verspreid door het stadje zijn enige gebouwen uit de 18e en 19e eeuw bewaard gebleven, waaronder ook enkele vakwerkhuizen.
Het Klooster Medingen gaat terug op een 13e-eeuws cisterciënzer nonnenklooster. Dat werd in het midden van de 16e eeuw, niet zonder verzet en dwang, in een evangelisch-luthers vrouwensticht omgezet. Het klooster staat tegenover het kasteel, waar het Gustav-Stresemann-Institut in is gehuisvest. Na een brand in 1781 werd het complex in een eenvoudige barokstijl herbouwd (voltooiing in 1789). Tot op de huidige dag is het evangelisch-lutherse sticht er gevestigd. Van tijd tot tijd kan men een gedeelte van het complex bezichtigen. Ook vinden er af en toe concerten plaats. De kloosterkerk heeft een modern, welluidend kerkorgel.
Bad Bevensen ligt in het oostelijke gedeelte van de toeristisch aantrekkelijke Lüneburger Heide.
Anderhalve kilometer ten zuidwesten van Bad Bevensen ligt een 254 ha groot natuurreservaat Der Lohn, een ecologisch belangrijk moerasbos. Er lopen enkele wandelpaden doorheen.

## Partnergemeentes
Er bestaan jumelages met:
- Demmin in Mecklenburg-Voor-Pommeren
- South Molton , Devon, Engeland